# Lill-Anttjärnen
Lill-Anttjärnen är en sjö i Piteå kommun i Norrbotten och ingår i Byskeälvens huvudavrinningsområde.